# Unterseeboot 144 (1940)
Pour les articles homonymes, voir Unterseeboot 144.
L' Unterseeboot 144 ou U-144 est un sous-marin allemand (U-Boot) de type II.D utilisé par la Kriegsmarine pendant la Seconde Guerre mondiale.
Comme les sous-marins de type II étaient trop petits pour des missions de combat dans l'océan Atlantique, il a été affecté principalement dans la Mer du Nord et la Mer Baltique.

## Présentation
Mis en service le 2 octobre 1940, l'U-144 a servi comme sous-marin d'entrainement et de navire-école pour les équipages d'abord au sein de la 1. Unterseebootsflottille à Kiel, puis à partir du 20 décembre 1940 dans la  22. Unterseebootsflottille à Gotenhafen. En juin 1941, l'U-144 devient opérationnel pendant les premières phases de l'opération Barbarossa (attaque allemande contre l'URSS).
Il quitte le 18 juin 1941 le port de Gotenhafen pour sa première patrouille sous les ordres du Kapitänleutnant Gert von Mittelstaedt. Le 23 juin 1941, il coule le sous-marin soviétique M-78 de 206 tonnes. Après 13 jours en mer, il retourne à Stormelö le 30 juin 1941.
Sa deuxième patrouille est réalisée du 7 au 19 juillet 1941, soit 13 jours en mer, avec un aller-retour à Stormelö.
Sa troisième patrouille de guerre le voit partir de Stormelö le 10 août 1941. après 14 jours en mer, il est coulé le 10 août 1941 en Mer Baltique dans le Golfe de Finlande à l'Ouest de l'île de Dagö par une torpille tirée du sous-marin soviétique SC-307 à la position géographique de 58° 58′ N, 21° 24′ E. Les 28 membres d'équipage décèdent dans cette attaque.

## Affectations
- 1. Unterseebootsflottille à Kiel du 2 octobre au 19 décembre 1940 (entrainement)
- 22. Unterseebootsflottille à Gotenhafen du 20 décembre 1940 au 21 juin 1941 (navire-école)
- 22. Unterseebootsflottille à Gotenhafen du 22 juin au 10 août 1941 (service active)

## Commandements
- Oberleutnant zur See Friedrich von Hippel du 2 octobre au 116 novembre 1940
- Kapitänleutnant Gert von Mittelstaedt du 17 novembre 1940 au 10 août 1941

## Patrouilles
|       | Commandant                   | Départ          | Départ     | Arrivée         | Arrivée  | Jours    | Succès |
| ----- | ---------------------------- | --------------- | ---------- | --------------- | -------- | -------- | ------ |
| 1     | Kptlt. Gert von Mittelstaedt | 18 juin 1941    | Gotenhafen | 30 juin 1941    | Stormelö | 13 jours | 206    |
| 2     | Kptlt. Gert von Mittelstaedt | 7 juillet 1941  | Stormelö   | 19 juillet 1941 | Stormelö | 13 jours |        |
| 3     | Kptlt. Gert von Mittelstaedt | 28 juillet 1941 | Stormelö   | 10 août 1941    | Coulé    | 14 jours |        |
| Total | Total                        | Total           | Total      | Total           | Total    | 40 jours | 206 t  |

Note : Kptlt. = Kapitänleutnant

## Navires coulés
L'Unterseeboot 144 a coulé 1 navire de guerre ennemi (un sous-marin) au cours des 3 patrouilles (40 jours en mer) qu'il effectua.
| Date         | Nom  | Nationalité      | Tonnage (GRT) | Fait  |
| ------------ | ---- | ---------------- | ------------- | ----- |
| 23 juin 1941 | M-78 | Union soviétique | 206           | Coulé |

### Sources
- (en) Cet article est partiellement ou en totalité issu de l’article de Wikipédia en anglais intitulé « German submarine U-144 (1940) » (voir la liste des auteurs).